# Даниел Русо
Даниел Русо (на английски: Danielle Rousseau) е поддържаща героиня от драматичния сериал „Изгубени“, който проследява живота на над 40 души, оцелели след самолетна катастрофа, които се озовават на остров в южната част на Тихия океан. Хърватската актриса Мира Фърлан изпълнява ролята на Даниел Русо, която е част от екипа на група учени, които корабокрушират на Острова шестнадесет години преди катастрофата с Полет 815 на Океаник. В петия сезон американската актриса Мелиса Фарман изпълнява ролята на младата Русо. Тя е част от второстепенните герои в сериала, с деветнадесет епизода (от първи до пети сезон), както и един епизод, в който се чува гласът ѝ. В българския дублаж се озвучава от Елена Русалиева, а в шести сезон на AXN от Златина Тасева.
Героинята, известна сред оцелелите на Острова и като Французойката, е представена в първите епизоди от първия сезон на сериала. Шестнадесет години преди самолетната катастрофа, тя е сред екипа на група френски учени, чиито кораб се озовава на Острова. Два месеца по-късно, Даниел ражда дъщеря си Алекс, която скоро след това е отвлечена от местните жители на Острова, които Русо нарича „Другите“. Основната цел на Русо е отново да се събере с дъщеря си, и го постига във финала на третия сезон, озаглавен Through the Looking Glass. Двете обаче са заедно за кратко – Русо е застреляна и убита от новодошлите на Острова в средата на четвъртия сезон.
Сценаристите убиват Русо по желание на актрисата Мира Фърлан, която повече не желае да пътува до Хаваите, където се снима сериалът. Продуцентите плануват епизод в четвъртия сезон, в който да разкажат повече за миналото на Русо, но това се случва едва в пети сезон, поради стачката на сценаристите през 2007 – 2008 година. В петия сезон на Изгубени е показана по-младата Русо. Оценката на критиците относно героинята е като цяло позитивна, но някои изразяват недоволство заради начина, по който е убита.

## Биография на героинята

### Преди самолетната катастрофа
Шестнадесет години преди Полет 815 на Океаник да катастрофира на Острова, Русо е в напреднала бременност. Тя е част от шестчленен екип от учени, които се озовават на Острова три дни след като са били в близост до Таити. Екипът улавя радио сигнал, идващ от южната част на Тихия океан. Сигналът повтаря числата 4, 8, 15, 16, 23 и 42. Опитвайки се да достигнат брега, Русо и нейният екип намират оцелелия от Полет 815 Джин-Су Куон (Даниъл Дей Ким) във водата, който е пътувал във времето в различни периоди от историята на острова заедно с останалите.
Два месеца след като попадат на острова, Русо казва на оцелелите от Полет 815, че местните му обитатели, които тя нарича Другите, са имали болест, от която са се заразили останалите от нейния екип. Вярвайки, че тази зараза не бива да се разпространява, тя убива своите колеги, включително и съпруга си Робърт. Когато Джин пътува във времето и се оказва в миналото, той става свидетел на друга версия на нейното минало. Става ясно, че Пушекът (Чудовището), а не Другите, е отговорен за „болестта“, която я принуждава да убие екипа си. Русо слага на прицел бащата на своето дете – Робърт, и го обвинява, че „се е променил“ в храма. Робърт отрича, обяснявайки, че Чудовището е охранителна система на храма, и убеждава Русо до свали оръжието си. Тогава той се опитва да я застреля, но тя го застрелва първа. Русо се опитва да убие и Джин, след като е видяла как той изчезва моменти след като се появява Пушекът, мислейки, че той също е болен.
Русо отива до радио кулата и променя съобщението с числата, записвайки сигнал за помощ. Три дни по-късно, Русо ражда момиче – Александра. Една седмица след раждането на Алекс, Другите, и по-конкретно Бенджамин Лайнъс (Майкъл Емерсън), идва и я отнема от Русо. Бен ѝ казва, че детето ще е в безопасност с тях, и че е късметлийка, че са я оставили жива. Преди да си тръгне, Бен ѝ казва, че ако чуе шепот, трябва да бяга в обратната посока. След това Русо започва да залага капани в джунглата с надеждата да залови един от хората, отговорни за отвличането на Алекс.

### След самолетната катастрофа
Русо се появява за първи път в сериала в деветия епизод от първи сезон, озаглавен Solitary, в който тя залавя Саид (Навийн Андрюс), един от оцелелите от самолетната катастрофа. Русо го изтезава, докато той не признава, че не е един от Другите. Тя му позволява да се върне в лагера си, като го предупреждава да наблюдава останалите оцелели. Около две седмици по-късно, Русо попада на Клеър (Емили де Равин), която е изоставена в джунглата след като е отвлечена от Другите. Забелязвайки, че виковете на Клеър привличат вниманието на Другите, Русо я удря, за да изпадне в безсъзнание и я носи при останалите оцелели.

## Развитие
Русо е кръстена на френския философ Жан-Жак Русо.

## Оценка на критиците
В рецензията си за осемнадесетия епизод от първи сезон, озаглавен Numbers, където Русо се появява за втори път в сериала, един американски критик описва срещата между Хърли и Русо като „най-добрия момент в епизода“. Според него „Хърли намира утеха, където най-малко би очаквал“.